# Глиняне (Новоукраїнський район)
Гли́няне — село в Україні, у Піщанобрідській сільській громаді Новоукраїнського району Кіровоградської області. Населення становить 305 осіб. Колишній центр Глинянської сільської ради.
Уродженцем села є Гаркавенко Віктор Олександрович — старшина Збройних сил України, учасник російсько-української війни 2014 року.

## Населення
Згідно з переписом УРСР 1989 року чисельність наявного населення села становила 274 особи, з яких 121 чоловік та 153 жінки.
За переписом населення України 2001 року в селі мешкало 305 осіб.

### Мова
Розподіл населення за рідною мовою за даними перепису 2001 року:
| Мова       | Відсоток |
| ---------- | -------- |
| українська | 84,59 %  |
| молдовська | 14,10 %  |
| білоруська | 0,66 %   |
| російська  | 0,66 %   |